# Johann Zehetmayr (Politiker, 1839)
Johann Zehetmayr (* 2. Oktober 1839 in Valtau, Gemeinde St. Marienkirchen an der Polsenz; † 6. Januar 1906 in Parz bei Gattern, Gemeinde Bruck-Waasen) war Landwirt und Abgeordneter zum Österreichischen Abgeordnetenhaus.

## Leben
Johann Zehetmayr war Sohn des Landwirts Josef Zehetmayr  († 1886). Nach dem Besuch einer Volksschule wurde er 1862 Landwirt (vulgo Mair zu Gattern) in Parz bei Gattern. Er wurde führender landwirtschaftlicher Funktionär im Gerichtsbezirk Peuerbach und Obmann der landwirtschaftlichen Genossenschaft und des Sparkassenvereins. Im Jahr 1902 wurde er Mitgründer und bis 1906 Obmann des Assekuranzvereins Peuerbach.
Es wurde ihm das Goldene Verdienstkreuz mit der Krone verliehen und er war auch Ehrenbürger der Gemeinden Andorf, St. Aegidi, Kopfing, Esternberg, Vichtenstein, Waldkirchen am Wesen und St. Roman. Er starb am 6. Januar 1906 im Alter von 66 Jahren an einer Influenza.
Johann Zehetmayr war von 1870 bis 1875 und von 1878 bis 1906 Mitglied im Oberösterreichischen Landtag (III., IV., V., VI., VII., VIII., IX. und X. Wahlperiode) und war dort Abgeordneter der Landgemeinden (Wahlbezirk Schärding). Von 1873 bis 1906 war er auch Bürgermeister von Bruck-Waasen.
Er war römisch-katholisch und ab 1862 verheiratet mit Juliana Traunwieser, mit der er fünf Töchter und fünf Söhne hatte, wobei vier Söhne jung verstorben sind.

## Politische Funktionen
Johann Zehetmayr war vom 7. Oktober 1879 bis zu seinem Tod am 6. Januar 1906 Abgeordneter des Abgeordnetenhauses im Reichsrat (VI., VII., VIII., IX. und X. Legislaturperiode) und war dort für die Kurie Oberösterreich, Landgemeinden 4 (Schärding, Engelszell, Raab, Peuerbach, Eferding, Grieskirchen, Waizenkirchen) zuständig. Sein Nachfolger war Johann Eisterer.

## Klubmitgliedschaften
Johann Zehetmayr war ab 1879 Mitglied im  Klub des rechten Zentrums, ab dem 19. November 1881 im Zentrum-Klub, ab 1891 im Klub der Konservativen und ab dem 22. November 1895 kurz für vier Tage fraktionslos. Ab dem 26. November 1895 gehörte er dem Klub der Katholischen Volkspartei an und ab 1901 war er wieder im katholisch-konservativen Zentrum-Klub.